# 黑田雙璧
黑田雙壁是日本戰國時代大名黑田孝高在精鋭家臣選出精鋭的24人，在其中挑選更優秀的8人，最後擇優出武藝最優秀的2人以作彰顯的稱呼。

## 雙壁
- 後藤基次
- 母里友信